# Hilde-Katrine Engeli
Hilde-Katrine Engeli (ur. 4 sierpnia 1988 w Lillehammer) – norweska snowboardzistka, mistrzyni świata.

## Kariera
Po raz pierwszy na arenie międzynarodowej pojawiła się 22 stycznia 2003 roku w Idre, zajmując w zawodach juniorskich pierwsze miejsce w gigancie równoległym (PGS). W 2003 roku wystartowała na mistrzostwach świata juniorów w Prato Nevoso, zajmując między innymi 29. miejsce w snowcrossie. Jeszcze pięciokrotnie startowała na imprezach tego cyklu, najlepsze wyniki osiągając na mistrzostwach świata juniorów w Valmalenco w 2008 roku, gdzie wywalczyła złoty medal w gigancie równoległym i srebrny w slalomie równoległym (PSL). Ponadto zdobyła też brązowy medal w snowcrossie podczas mistrzostw świata juniorów w Oberwiesenthal i Klínovcu w 2004 roku.
W zawodach Pucharu Świata zadebiutowała 11 marca 2004 roku w Bardonecchii, zajmując 15. miejsce w snowcrossie. Tym samym już w swoim debiucie wywalczyła pierwsze pucharowe punkty. Pierwszy raz na podium zawodów tego cyklu stanęła 10 marca 2013 roku w Arosie, wygrywając rywalizację w PGS. W zawodach tych wyprzedziła Patrizię Kummer ze Szwajcarii i Kanadyjkę Caroline Calve. Najlepsze wyniki osiągnęła w sezonie 2012/2013, kiedy to zajęła 9. miejsce w klasyfikacji generalnej PAR. Natomiast w sezonie 2014/2015 w klasyfikacji PSL zajęła trzecie miejsce.
W 2011 roku wywalczyła złoty medal w slalomie równoległym na mistrzostwach świata w La Molinie. Wyprzedziła tam Nicolien Sauerbreij z Holandii i Austriaczkę Claudię Riegler. Była też między innymi czwarta w obu konkurencjach równoległych na mistrzostwach świata w Stoneham w 2013 roku, w obu przypadkach przegrywając walkę o medale z Niemką Amelie Kober. W 2014 roku wystartowała na igrzyskach olimpijskich w Soczi, gdzie zajęła 19. miejsce w gigancie równoległym.

## Osiągnięcia

### Igrzyska olimpijskie
| Miejsce | Dzień     | Rok  | Miejscowość | Konkurencja       | Zwycięzca       |
| ------- | --------- | ---- | ----------- | ----------------- | --------------- |
| 19.     | 19 lutego | 2014 | Soczi       | Gigant Równoległy | Patrizia Kummer |
| 28.     | 22 lutego | 2014 | Soczi       | Slalom Równoległy | Julia Dujmovits |

### Mistrzostwa świata
| Miejsce | Dzień       | Rok  | Miejscowość | Konkurencja       | Zwycięzca                 |
| ------- | ----------- | ---- | ----------- | ----------------- | ------------------------- |
| 21.     | 16 stycznia | 2005 | Whistler    | Snowcross         | Lindsey Jacobellis        |
| 35.     | 18 stycznia | 2005 | Whistler    | Gigant Równoległy | Manuela Riegler           |
| 27.     | 19 stycznia | 2005 | Whistler    | Slalom Równoległy | Daniela Meuli             |
| 41.     | 16 stycznia | 2007 | Arosa       | Gigant Równoległy | Jekatierina Tudiegieszewa |
| 42.     | 17 stycznia | 2007 | Arosa       | Slalom Równoległy | Heidi Neururer            |
| 27.     | 20 stycznia | 2009 | Gangwon     | Gigant Równoległy | Marion Kreiner            |
| 12.     | 21 stycznia | 2009 | Gangwon     | Slalom Równoległy | Fränzi Mägert-Kohli       |
| DNF     | 19 stycznia | 2011 | La Molina   | Gigant Równoległy | Alona Zawarzina           |
| 1.      | 21 stycznia | 2011 | La Molina   | Slalom Równoległy | -                         |
| 4.      | 25 stycznia | 2013 | Stoneham    | Gigant równoległy | Isabella Laböck           |
| 4.      | 27 stycznia | 2013 | Stoneham    | Slalom równoległy | Jekatierina Tudiegieszewa |
| 11.     | 22 stycznia | 2015 | Kreischberg | Slalom równoległy | Ester Ledecká             |
| 23.     | 23 stycznia | 2015 | Kreischberg | Gigant równoległy | Claudia Riegler           |

### Puchar Świata

#### Miejsca w klasyfikacji generalnej
- sezon 2003/2004: -
- sezon 2004/2005: -
- sezon 2005/2006: 70.
- sezon 2006/2007: 51.
- sezon 2007/2008: 14.
- sezon 2008/2009: 30.
- sezon 2009/2010: 43.
- sezon 2010/2011: 32
- sezon 2011/2012: 20.
- sezon 2012/2013: 9.
- sezon 2013/2014: 28.
- sezon 2014/2015: 11.
- sezon 2015/2016: 23.

#### Miejsca na podium w zawodach
1. Arosa – 10 marca 2013 (gigant równoległy) - 1. miejsce
2. Winterberg – 14 marca 2015 (slalom równoległy) - 1. miejsce